# Raveniopsis abyssicola
Raveniopsis abyssicola är en vinruteväxtart som beskrevs av Richard Sumner Cowan. Raveniopsis abyssicola ingår i släktet Raveniopsis och familjen vinruteväxter. Inga underarter finns listade i Catalogue of Life.